# Solis Lacus
Solis Lacus és una zona fosca de la superfície marciana, una característica d'albedo. S'hi troba centrada en les coordenades 85° W, 26° S. En el camp de l'astronomia observacional, rep el nom de "l'ull de Mart" o "Oculus", a causa de la regió circumdant coneguda com Thaumasia, de tons més clars, recorda a la pupil·la d'un ull. Solis Lacus és conegut per la variabilitat de la seva aparença, canviant la seva forma i grandària quan esdevenen tempestes de pols.